# Тамаки Учијама
Тамаки Учијама (јап. 内山 環; 13. децембар 1972) бивша је јапанска фудбалерка.

## Репрезентација
За репрезентацију Јапана дебитовала је 1991. године. Са репрезентацијом Јапана наступала је на Олимпијским играма (1996) и три Светска првенства (1991., 1995. и 1999). За тај тим одиграла је 58 утакмица и постигла је 26 голова.

## Статистика
| Јапан  | Јапан | Јапан |
| Год.   | Ута.  | Гол.  |
| ------ | ----- | ----- |
| 1991   | 6     | 3     |
| 1992   | 0     | 0     |
| 1993   | 0     | 0     |
| 1994   | 5     | 1     |
| 1995   | 9     | 9     |
| 1996   | 8     | 3     |
| 1997   | 6     | 4     |
| 1998   | 10    | 2     |
| 1999   | 14    | 4     |
| Укупно | 58    | 26    |